# San Antonio Stars
Die San Antonio Stars waren eine US-amerikanische Damen-Basketball-Mannschaft der Women’s National Basketball Association mit Sitz in San Antonio im US-Bundesstaat Texas. Das Team war ursprünglich in Utah beheimatet, spielte von 2003 bis 2013 unter dem Namen San Antonio Silver Stars und von 2014 bis 2017 unter dem Namen San Antonio Stars. Die Silver Stars/Stars waren das Schwesterteam der San Antonio Spurs. Nach der Saison 2017 wurde das Team nach Las Vegas umgesiedelt und spielt dort unter dem Namen Las Vegas Aces.

## Geschichte

### Beginn in Utah (1997 bis 2002)
Bis zum Jahre 2002 hatte das Team sein zu Hause in Salt Lake City, Utah unter dem Namen Utah Starzz, die wie alle anderen Teams in der Liga im Besitz der NBA waren. Als sich 2002 die NBA dazu entschied, alle Mannschaften an die in derselben Stadt beheimateten NBA-Teams oder an Dritte zu verkaufen, war niemand an dem Franchise interessiert.

### Neuanfang in San Antonio (2003 bis 2006)
Im Gegensatz zu anderen Mannschaften, die wegen des fehlenden Interesses aufgelöst werden musste, wurde das Franchise an die Besitzer der San Antonio Spurs verkauft. Somit wurde die Mannschaft nach San Antonio umgesiedelt, wo aus den Starzz die Silver Stars wurden. Jedoch passierte diese Umsiedlung zu einem denkbar ungünstigen Moment, denn die Utah Starzz konnten langsam kleine Erfolge in der WNBA feiern, durch die Umsiedlung wurden einige wichtige Spielerinnen transferiert, sodass die Silver Stars bis 2006 nach schwachen Leistungen viermal in Folge die Playoffs nicht erreichen konnten.

### Erste Erfolge in San Antonio (2007 bis 2013)
Vor der Saison 2007 holten die Silver Stars Becky Hammon, Ruth Riley, Erin Buescher und Sandora Irvin nach San Antonio. Des Weiteren wurde Helen Darling im Dispersal Draft und Camille Little im WNBA Draft 2007 ausgewählt. Außerdem hielten die Silver Stars ihre Schlüsselspielerinnen in San Antonio. Durch diese überraschende Aufrüstung gehörten die Silver Stars in der Saison 2007 zu einer der stärksten Mannschaften in der Western Conference. Somit war es auch keine große Überraschung, dass die Silver Stars das erste Mal seit dem Umzug nach San Antonio in die WNBA Play-offs einzogen, wo sie in den Western Conference Semifinals die Sacramento Monarchs mit 2:1 schlugen. In den Western Conference Finals verloren sie dann allerdings gegen die Phoenix Mercury. Bei der Wahl zum WNBA MVP der Saison 2007 wurde Becky Hammon an die zweite Stelle gewählt.
Die erfolgreichste Saison der Teamgeschichte feierten die San Antonio Silver Stars in der Saison 2008 als sie die reguläre Saison erstmals als erfolgreichstes Team der Western Conference beendeten. Mit 24 Siegen in 34 Saisonspielen führten die Silver Stars jedoch nicht nur die Western Conference, sondern auch die Liga an. In den Playoff konnten dann die Teams der Sacramento Monarchs und der Los Angeles Sparks geschlagen werden. Somit erreichte das Team in dieser Saison erstmals in der Geschichte des Franchises (inklusive der Zeit in Utah) die WNBA Finals, wo sie 0:3 in Spielen den Detroit Shock unterlagen. Mit dem Einzug in die Finalserie war auch der Gewinn des Western Conference-Titel verbunden.
In den folgenden Jahren wurden zwar weiterhin die Playoffs regelmäßig erreicht, es konnte aber keine Serie mehr gewonnen werden und somit endete die Saison spätestens nach der ersten Playoff-Runde.

### Neuer Name, keine neuen Erfolge (2014 bis 2017)
Zur Saison 2014 gab sich das Team einen neuen Namen, aber der sportlichen Erfolge nahmen weiter ab. Nachdem die Saison 2014 zumindest wieder nach der ersten Playoff-Runde endete, spielten die Stars im Jahr 2015 ihre schwächste Saison der Teamgeschichte und beendeten die reguläre Saison mit nur 6 Siegen. Die Heimspiele der Saison mussten wegen Renovierungsarbeiten in der angestammten Halle im Freeman Coliseum ausgetragen werden. Auch nach der Rückkehr in das AT&T Center in der Saison 2016 war das Team nicht wesentlich erfolgreicher. Mit diesmal 7 Siegen war das Team wieder das schwächste der gesamten WNBA. Auch 2017 konnte sich das Team um einen Sieg steigern, verpasste als schwächstes Team der Liga aber wieder die Playoffs.

### Umzug nach Las Vegas
Nach der Saison 2017 wurde das Team nach Las Vegas umgesiedelt und spielt dort unter dem Namen Las Vegas Aces.

## Spielstätte
| Saison | Zuschauer- schnitt | WNBA-Zu- schauerschnitt |
| ------ | ------------------ | ----------------------- |
| 2003   | 10.385             | 8.800                   |
| 2004   | 8.496              | 8.613                   |
| 2005   | 7.943              | 8.172                   |
| 2006   | 7.386              | 7.476                   |
| 2007   | 7.569              | 7.742                   |
| 2008   | 8.029              | 7.948                   |
| 2009   | 7.526              | 8.039                   |
| 2010   | 8.041              | 7.834                   |

| Saison | Zuschauer- schnitt | WNBA-Zu- schauerschnitt |
| ------ | ------------------ | ----------------------- |
| 2011   | 8.751              | 7.954                   |
| 2012   | 8.091              | 7.452                   |
| 2013   | 7.913              | 7.531                   |
| 2014   | 7.719              | 7.578                   |
| 2015   | 4.831              | 7.318                   |
| 2016   | 6.385              | 7.655                   |
| 2017   | 6.386              | 7.716                   |

Die San Antonio Stars trugen ihre Heimspiele seit ihrer Umsiedlung in der AT&T Center in San Antonio aus. Derzeit ist die Arena außerdem Heimat des NBA-Teams der San Antonio Spurs und der San Antonio Rampage aus der AHL. Aufgrund von Renovierungsarbeiten mussten die Stars im Jahr 2015 ihre Heimspiele im Freeman Coliseum in San Antonio austragen. 2016 erfolgte die Rückkehr in das AT&T Center.

### Zuschauerzahlen
Die Zuschauerzahlen der Silver Stars/Stars lagen in der ersten Saison nach der Umsiedlung deutlich über dem WNBA-Durchschnitt. In der folgenden Saison sank der Zuschauerschnitt unter den Liga-Schnitt. Seit dem Tiefpunkt im Jahr 2006 konnte der Zuschauerzuspruch leicht gesteigert werden und lag in den letzten Jahren über dem WNBA-Schnitt. Durch den Umzug in das Freeman Coliseum in der Saison 2015 sank der Schnitt deutlich auf den schlechtesten Wert der Liga. Nach der Rückkehr in die Stammspielstätte steigerte sich zwar der Zuschauerzuspruch etwas, konnte aber weder den WNBA-Schnitt noch die eigenen Werte vor dem Ausweichquartier erreichen.

## Erfolge und Ehrungen

### Sportliche Erfolge
Den größten Erfolg in Texas feierten die San Antonio Silver Stars in der Saison 2008 als sie den Grunddurchgang erstmals als erfolgreichstes Team der Western Conference beendeten. Mit 24 Siegen in 34 Saisonspielen führten die Silver Stars jedoch nicht nur die Western Conference, sondern auch die Liga an. Darüber hinaus erreichten sie in dieser Saison erstmals in der Geschichte des Franchise (inklusive der Zeit in Utah) die WNBA Finals, wo sie 0:3 in Spielen den Detroit Shock unterlagen.

### Individuelle Auszeichnungen
Ähnlich wie die Teamerfolge blieben in den ersten Jahren in San Antonio auch die individuellen Auszeichnungen aus. Erst mit dem Erreichen der ersten Playoff-Teilnahme gingen auch individuelle Auszeichnungen an die Silver Stars. Nach der Umbenennung in Stars konnte nur eine weitere Auszeichnung errungen werden. Trotz der Auszeichnungen der letzten Jahre gingen relativ wenige nach San Antonio.
Kim Perrot Sportsmanship Award: Die Ehrung für gutes sportliches Verhalten, das mit dem Kim Perrot Sportsmanship Award ausgezeichnet wird ging bereits dreimal an das Team. Damit sind die Stars neben den Indiana Fever das erfolgreichste Team in dieser Kategorie. Becky Hammon erhielt die einzige Auszeichnung unter dem gekürzten Vereinsnamen.
- 2008 – Vickie Johnson
- 2011 – Ruth Riley
- 2014 – Becky Hammon

Peak Performer: Die Ehrungen für die besten statistischen Werte gingen zweimal an Spielerinnen der Silver Stars. Alle Auszeichnungen wurden dabei in der Assist-Kategorie errungen.
- 2007 – Becky Hammon (Assists)
- 2013 – Danielle Robinson (Assists)

Coach of the Year Award : Die Auszeichnung für den besten Trainer der regulären Saison ging im Jahr der ersten Playoff-Teilnahme erstmals nach San Antonio.
- 2007 – Dan Hughes

### Saison für Saison
Abkürzungen: Sp. = Spiele, S = Siege, N = Niederlagen
| Saison                                             | Sp. | S   | N   | Siege in % | Platz                  | Playoffs |
| -------------------------------------------------- | --- | --- | --- | ---------- | ---------------------- | --- |
| Saisonbilanzen 1997 bis 2002 siehe bei Utah Starzz |     |     |     |            |                        | |
| Summe Starzz                                       | 186 | 87  | 99  | 46,8       |                        | 2 Playoff-Teilnahmen in 6 Saisons 3 Serien: 1 Sieg, 2 Niederlagen 7 Spiele: 2 Siege, 5 Niederlagen (28,6 %)                                                             |
| San Antonio Silver Stars                           |     |     |     |            |                        | |
| 2003                                               | 34  | 12  | 22  | 35,3       | 6., Western Conference | nicht qualifiziert |
| 2004                                               | 34  | 9   | 25  | 26,5       | 7., Western Conference | nicht qualifiziert |
| 2005                                               | 34  | 7   | 27  | 20,6       | 7., Western Conference | nicht qualifiziert |
| 2006                                               | 34  | 13  | 21  | 38,2       | 6., Western Conference | nicht qualifiziert |
| 2007                                               | 34  | 20  | 14  | 58,8       | 2., Western Conference | Sieg in den Conference Semifinals, 2:1 (Sacramento Monarchs) Niederlage in den Conference Finals, 0:2 (Phoenix Mercury)                                                 |
| 2008                                               | 34  | 24  | 10  | 70,6       | 1., Western Conference | Sieg in den Conference Semifinals, 2:1 (Sacramento Monarchs) Sieg in den Conference Finals, 2:1 (Los Angeles Sparks) Niederlage in den WNBA Finals, 0:3 (Detroit Shock) |
| 2009                                               | 34  | 15  | 19  | 44,1       | 4., Western Conference | Niederlage in den Conference Semifinals, 1:2 (Phoenix Mercury) |
| 2010                                               | 34  | 14  | 20  | 41,2       | 3., Western Conference | Niederlage in den Conference Semifinals, 0:2 (Phoenix Mercury) |
| 2011                                               | 34  | 18  | 16  | 52,9       | 4., Western Conference | Niederlage in den Conference Semifinals, 1:2 (Minnesota Lynx) |
| 2012                                               | 34  | 21  | 13  | 61,8       | 3., Western Conference | Niederlage in den Conference Semifinals, 0:2 (Los Angeles Sparks) |
| 2013                                               | 34  | 12  | 22  | 35,3       | 5., Western Conference | nicht qualifiziert |
| Summe Silver Stars                                 | 374 | 165 | 209 | 44,1       |                        | 6 Playoff-Teilnahmen in 11 Saisons 9 Serien: 3 Siege, 6 Niederlagen 24 Spiele: 8 Siege, 16 Niederlagen (33,3 %)                                                         |
| San Antonio Stars                                  |     |     |     |            |                        | |
| 2014                                               | 34  | 16  | 18  | 47,1       | 3., Western Conference | Niederlage in den Conference Semifinals, 0:2 (Minnesota Lynx) |
| 2015                                               | 34  | 6   | 28  | 17,6       | 6., Western Conference | nicht qualifiziert |
| 2016                                               | 34  | 7   | 27  | 20,6       | 6., Western Conference | nicht qualifiziert |
| 2017                                               | 34  | 8   | 26  | 23,5       | 6., Western Conference | nicht qualifiziert |
| Summe Stars                                        | 136 | 37  | 99  | 27,2       |                        | 1 Playoff-Teilnahme in 4 Saisons 1 Serie: 0 Siege, 1 Niederlage 2 Spiele: 0 Siege, 2 Niederlagen (0,0 %)                                                                |
| Gesamt- summe                                      | 696 | 289 | 407 | 41,5       |                        | 9 Playoff-Teilnahmen in 21 Saisons 13 Serien: 4 Siege, 9 Niederlagen 33 Spiele: 10 Siege, 23 Niederlagen (30,3 %)                                                       |
| weiter bei Las Vegas Aces                          |     |     |     |            |                        | |

## Trainer
| Name            | Saison        | Reguläre Saison | Reguläre Saison | Reguläre Saison | Playoffs | Playoffs | Playoffs |
| Name            | Saison        | GC              | W               | L               | GC       | W        | L        |
| --------------- | ------------- | --------------- | --------------- | --------------- | -------- | -------- | -------- |
| Candi Harvey    | 2003          | 22              | 6               | 16              | –        | –        | –        |
| Shell Dailey    | 2003          | 12              | 6               | 6               | –        | –        | –        |
| Dee Brown       | 2004          | 24              | 6               | 18              | –        | –        | –        |
| Shell Dailey    | 2004          | 10              | 3               | 7               | –        | –        | –        |
| Dan Hughes      | 2005 bis 2009 | 170             | 79              | 91              | 17       | 7        | 10       |
| Sandy Brondello | 2010          | 34              | 14              | 20              | 2        | 0        | 2        |
| Dan Hughes      | seit 2011     | 34              | 18              | 16              | 3        | 1        | 2        |

## Spielerinnen

### Letzter Kader der Saison 2017
Stand: 11. September 2017
| Nr. | Land               | Name              | Position      | Geburtsdatum | Erfahrung in WNBA | College                           |
| --- | ------------------ | ----------------- | ------------- | ------------ | ----------------- | --------------------------------- |
| 4   | Vereinigte Staaten | Moriah Jefferson  | Guard         | 08.03.1994   | 1 Saison          | University of Connecticut         |
| 5   | Vereinigte Staaten | Dearica Hamby     | Forward       | 06.11.1993   | 2 Saisons         | Wake Forest University            |
| 6   | Vereinigte Staaten | Alex Montgomery   | Guard-Forward | 12.11.1988   | 6 Saisons         | Georgia Tech                      |
| 7   | Vereinigte Staaten | Shay Murphy       | Guard         | 15.04.1985   | 8 Saisons         | University of Southern California |
| 10  | Vereinigte Staaten | Kelsey Plum       | Guard         | 24.08.1994   | Rookie            | University of Washington          |
| 11  | Vereinigte Staaten | Cierra Burdick    | Forward       | 30.09.1993   | 2 Saisons         | University of Tennessee           |
| 12  | Vereinigte Staaten | Nia Coffey        | Forward       | 11.06.1995   | Rookie            | Northwestern University           |
| 17  | Vereinigte Staaten | Sequoia Holmes    | Guard         | 13.06.1986   | 2 Saisons         | University of Nevada, Las Vegas   |
| 20  | Vereinigte Staaten | Isabelle Harrison | Center        | 27.09.1993   | 1 Saison          | University of Tennessee           |
| 21  | Vereinigte Staaten | Kayla McBride     | Guard         | 25.06.1992   | 3 Saisons         | University of Notre Dame          |
| 40  | Kanada             | Kayla Alexander   | Center        | 05.01.1991   | 4 Saisons         | Syracuse University               |
| 51  | Vereinigte Staaten | Sydney Colson     | Guard         | 06.08.1989   | 3 Saisons         | Texas A&M University              |

### Erstrunden-Wahlrechte beim WNBA Draft
| Name              | Jahr | Draft-Position |
| ----------------- | ---- | -------------- |
| Coretta Brown     | 2003 | 11.            |
| Kendra Wecker     | 2005 | 4.             |
| Sophia Young      | 2006 | 4.             |
| Jessica Davenport | 2007 | 2.             |
| Jayne Appel       | 2010 | 5.             |
| Danielle Robinson | 2011 | 6.             |
| Shenise Johnson   | 2012 | 5.             |

| Name             | Jahr | Draft-Position |
| ---------------- | ---- | -------------- |
| Kayla Alexander  | 2013 | 8.             |
| Kayla McBride    | 2014 | 3.             |
| Dearica Hamby    | 2015 | 6.             |
| Moriah Jefferson | 2016 | 2.             |
| Kelsey Plum      | 2017 | 1.             |
| Nia Coffey       | 2017 | 5.             |

Seit der Umsiedlung des Teams vor der Saison 2003 hatte der Klub in 15 Saisons 13 Draftrechte in der ersten Runde des WNBA Drafts. Dreimal hatten die Silver Stars/Stars aufgrund von Trades keinen Draft-Pick in der ersten Runde (2004, 2008 und 2009). Im WNBA Draft 2017 konnten erstmals zwei Spielerinnen in der ersten Runde des Drafts ausgewählt werden.
Das Team aus Texas konnte einmal die erste Spielerin im Draft auswählen. Kelsey Plum (2017) konnte als Top-Draftpick die in sie gesteckten Erwartungen nicht ganz erfüllen und wurden nach ihren ersten Saisons in der WNBA nicht zum besten Neuling des Jahres gewählt, gehörte aber zumindest zum All-Rookie-Team. (Anmerkung: 1999, als sich das Franchise noch in Utah befand, konnte sich der Klub auch das erste Draft-Recht sichern)
Vor dem Umzug nach der Saison 2017 standen mit Kayla Alexander, Kayla McBride, Dearica Hamby, Moriah Jefferson, Kelsey Plum und Nia Coffey noch sechs von dem Team in der ersten Runde des Drafts ausgewählten Spielerinnen im Kader des Klubs.